# Konkurrenceklausul
En konkurrenceklausul er en aftale mellem en arbejdsgiver og en medarbejder, der i en bestemt periode efter ansættelsesforholdets afslutning forbyder medarbejderen at tage ansættelse i en virksomhed, som konkurrerer med arbejdsgiverens, ligesom medarbejderen heller ikke må etablere egen virksomhed indenfor samme område. Som betaling for klausulen skal medarbejderen have en kompensation svarende til mindst halvdelen af lønnen på fratrædelsestidspunktet.
Aftalen er skriftlig og indgåes kun med særligt betroede medarbejdere, dvs. medarbejdere med kendskab til f.eks. forretningshemmeligheder, produktudvikling og kunderelationer. Hvis konkurrenceklausulen overtrædes, idømmes medarbejderen en såkaldt konventionalbod uanset om overtrædelsen medfører tab for arbejdsgiveren eller ej.